# 里德阿尔普
里德阿尔普（德語：Riederalp，德語發音：[ˈʁiːdɐʔalp]）是瑞士瓦莱州的一个市镇，位於該國南部，面積21.04平方公里，四成土地是森林，海拔高度1,905米，2011年人口529，人口密度每平方公里25人。

## 外部連結
- Official Website （页面存档备份，存于）